# Петар Крстић (композитор)
Петар Крстић (18. фебруар 1877 — 21. јануар 1957) био је српски композитор и диригент познат широм Југославије.
Крстић је студирао код композитора Роберта Фукса и Гвида Адлера. Био је диригент Народног позоришта у Београду. Након смрти Стевана Стојановића Мокрањца преузео је посао диригента и наставника Српске музичке школе, а радио је и у Музичкој школи „Станковић“. Био је шеф одсека за уметност и књижевност у Министарству просвете и шеф музичког одсека у београдској Радио-станици.
Крстићеве најпознатије опере су Зулумћар (1927) и Женидба Јанковић Стојана (1948). Чувен је по својим увертирама, камерним музичким делима и хорским делима.